# Пантюхін Володимир Олександрович
Володимир Олександрович Пантюхін (29 жовтня 1945, місто Брянка, тепер Кадіївської міської громади Алчевського району Луганської області — ?) — український радянський діяч, голова виконавчого комітету Ворошиловградської (Луганської) міської ради народних депутатів. Доктор філософії в галузі державного управління.

## Життєпис
Народився в родині шахтаря. У 1959 році закінчив 7 класів семирічної школи в Брянці. З 1959 до 1963 року навчався в Кадіївському гірничому технікумі Луганської області.
У 1963—1964 роках — електрослюсар, гірничий майстер шахти «Краснопілля-Глибоке» Луганської області.
З 1964 до 1967 року служив у прикордонних військах КДБ Середньоазіатського округу в місті Кушка Туркменської РСР.
З 1967 року знову працював гірничим майстром шахти «Краснопілля-Глибоке» Луганської області, обирався секретарем комсомольської організації.
Член КПРС.
У 1972 році закінчив факультет гірничої автоматики Харківського інституту радіоелектроніки. Під час навчання обирався секретарем комсомольської організації факультету.
У 1972—1975 роках — 1-й секретар Брянківського міського комітету ЛКСМУ Ворошиловградської області; 2-й секретар Ворошиловградського обласного комітету ЛКСМУ.
У 1975—1980 роках — 1-й секретар Ворошиловградського обласного комітету ЛКСМУ.
У 1980—1987 роках — 1-й секретар Артемівського районного комітету КПУ міста Ворошиловграда.
У липні 1987 — квітні 1990 року — голова виконавчого комітету Ворошиловградської (Луганської) міської ради народних депутатів.
З квітня 1990 року — голова Луганської міської ради народних депутатів. 
З січня 1991 року — в.о. голови виконавчого комітету Луганської міської ради.
У 1991—1994 роках — голова Луганської міської ради та голова виконавчого комітету Луганської міської ради.
З листопада 1995 до 1996 року — заступник голови Луганської обласної державної адміністрації з питань розвитку споживчого ринку та зовнішньоекономічних зв'язків.
У 1996—2002 роках — генеральний директор ЗАТ «Луганська фірма Лутрі».
У 2002—2006 роках — генеральний директор ЗАТ Луганська швейна фірма «Стиль».
З 2007 року — президент Луганської асоціації «Міськбуд».
Одночасно — старший викладач, доцент кафедри адміністрування Східноукраїнського національного університету імені Володимира Даля в Луганську.
Подальша доля невідома.

## Нагороди та відзнаки
- Почесний громадянин міста Луганська (.09.2000)